# Шлейден, Рудольф
Рудольф Шлейден (22 июля 1815, Гут Ашеберг — 25 февраля 1895, Фрайбург) — немецкий политический деятель; двоюродный брат ботаника Маттиаса Шлейдена.

## Биография
Родом из Голштинии; по окончании юридического факультета служил в Дании, в 1848 году покинул её и предоставил себя в распоряжение временного правительства Шлезвига и Голштинии, которое послало его своим уполномоченным в Берлин; там он представлял временное правительство с марта по декабрь 1848 года с перерывом с конца марта по май, когда он, как представитель герцогств Шлезвига и Голштинии, заседал во Франкфурте-на-Майне в «предварительном парламенте», потом в «комитете 50».
В декабре 1848 года, когда герцогства в силу перемирия были вновь поставлены в зависимость от Дании, он вышел в отставку и, исключённый из амнистии, был вынужден покинуть родину. После странствований по разным государствам Германии он поселился в Бремене, правительством которого в 1853 году был назначен министр-резидентом в Вашингтоне (США); в 1856 году получил должность посланника там же от трёх ганзейских городов; в Вашингтоне он заключил торговый договор между ганзейскими городами и Мексикой.
В 1865 году был переведён в Лондон, в 1866 году вышел в отставку. В 1867 году выбран в Альтоне в учредительный, потом (1867) в северогерманский, а в 1871 году — в германский рейхстаг; на выборах 1874 года должен был уступить место социал-демократу Газенклеверу. В учредительном и северогерманском рейхстаге Шлейден принадлежал к партии шлезвигских имперских конституционалистов, одобрявших включение Шлезвиг-Голштинии в состав Пруссии и Германии и отстаивавших либеральные начала (всеобщее избирательное право) в организации империи; после объединения Германии он был одним из основателей немногочисленной и невлиятельной «Имперской либеральной партии», колебавшейся между консерваторами и национал-либералами и после 1874 года растворившейся в «имперской» (Reichspartei) и национал-либеральной партиях.
Основные работы: «Das staatsrechtliche Verhältniss der Herzogtümer Schleswig und Holstein» (анонимно, Гамбург, 1849); «Aktenstücke zur neuesten Schleswig-holsteinschen Geschichte» (анонимно, в 3-х выпусках, Лейпциг, 1851—1852); «Zum Verständniss der deutschen Frage» (анонимно, Штутгарт, 1867); «Reiseerinnerungen aus den Vereinigten Staaten» (Нью-Йорк, 1873); «Zur Frage der Besteuerung des Tabaks» (Лейпциг, 1878); «Die Disciplinar- und Strafgewalt parlamentarischer Versammlungen über ihre Mitglieder» (Берлин, 1879; несмотря на устарелость уже в конце XIX века, сочинение это до сих пор представляет ценность как исторический обзор законоположений, определявших и ограничивававших права депутатов и власть парламентов над депутатами в разных странах; представляет собой попытку найти нормы, которые, не стесняя свободы депутатских речей, которую Шлейден высоко ценил, охраняли бы парламенты от злоупотреблений своими правами со стороны депутатов); «Jugenderinnerungen» и, как продолжение, «Erinnerungen 1841—48» и «Erinnerungen 1848—50 eines Schleswig-Holsteiners» (всего в 4 томах, Висбаден, 1886—93; ценно для истории революционного движения в Шлезвиг-Гольштинии).